# 孫嶺峰
孫 嶺峰（そん れいほう、スン・リンフォン、Sun Lingfeng、1978年8月14日- ）は中華人民共和国出身の元野球選手。ポジションは外野手。左投左打。現役時代は北京タイガースでプレー。

## 概要
- 俊足を生かした巧打力が武器で国内リーグでは盗塁王や最多安打などに輝いており、「中国のイチロー」と呼ばれることもある。
- 守備面では俊足を生かした広い守備範囲が特徴だが、肩は弱い。代表では中堅手で1番打者を任されることが多く、切り込み隊長的役割を担っている。

## 来歴
- 2006年と2009年のワールドベースボールクラシック中国代表に選出されており、1番打者として起用されている。
- CBLでは2004年に最多安打、最多打点、最多盗塁を記録してMVPに輝いた。最多盗塁は2002年、2005年にもタイトルを獲得している。
- 引退後は北京通州区に強棒（フルスイング）天使愛心という少年野球チームを作り、貧しい子供や孤児を施設に引き取ってボランティアで野球を教えている。[1]

## タイトル
- MVP (2004年、2009年)
- 最多安打 (2004年)
- 盗塁王 (2002年、2004年、2005年)
- 最佳防守賞 (2003年)